# Crainquebille (film, 1954)
Pour les articles homonymes, voir Crainquebille (homonymie).
Pour plus de détails, voir Fiche technique et Distribution.
Crainquebille est un film français réalisé par Ralph Habib et sorti en 1954.

## Synopsis
À Paris, dans le quartier Mouffetard, en encombrant malencontreusement la rue, Jérôme Crainquebille, affable marchand des quatre saisons, est interpellé par un agent de police et conduit au poste, injustement accusé d’avoir crié « Mort aux vaches ! ». Lorsqu’il reprend son travail après avoir été détenu pendant quinze jours, il est mis au ban par son voisinage. Esseulé, Crainquebille sombre dans le désespoir et l’alcoolisme. La vie qu’il avait en prison lui apparaît alors plus douce et ses tentatives pour y retourner resteront vaines. Il ne devra son salut qu’à l’affection d’un gosse du quartier.

## Fiche technique
- Titre : Crainquebille
- Titre en Belgique francophone : Mort aux vaches
- Réalisation : Ralph Habib, assisté de Michel Boisrond, Édouard Luntz
- Scénario : Jean Halain d’après la nouvelle d’Anatole France, Crainquebille (1901)
- Dialogues : André Tabet
- Décors : René Moulaert
- Photographie : André Germain
- Musique : Louiguy
- Son : Pierre Calvet
- Montage : Madeleine Bagiau
- Producteur : Jules Calamy
- Société de production : Les Productions Calamy (France)
- Société de distribution : Pathé Distribution
- Pays de production :  France
- Langue de tournage : français
- Format : noir et blanc — 35 mm — 1.37:1  — monophonique
- Genre : comédie dramatique, remake
- Durée : 87 min
- Date de sortie : 
  - France : 19 avril 1954
- Affiche : Jean Mascii (France)

## Distribution
- Yves Deniaud : Jérôme Crainquebille
- Christian Fourcade : la Puce
- Pierre Mondy : la Trogne
- Jacques Fabbri : le clochard distingué
- Harry-Max : le Président
- Max Mégy : l'agent Matra
- René Berthier : le docteur
- Claude Winter : l'avocate
- Laurence Aubray : Madame Bayard
- Pierre Destailles : le camelot
- René Lacourt : Monsieur Lateigne
- Maryse Paillet : Madame Lateigne
- Jean Hébey : un bistrotier
- Julien Maffre : un visiteur
- Huguette Montréal : la fille
- Françoise Delbart : la dame de la loterie
- Edmond Ardisson : un bistrotier
- Pâquerette : la miséreuse
- Robert Le Béal : le substitut
- Charles Bouillaud
- Lucien Desagneaux
- Robert Sandrey
- André Var

## Autour du film
- Remake après les versions réalisées par : 
  - Jacques Feyder : Crainquebille avec Maurice de Féraudy (1922)
  - Jacques de Baroncelli : Crainquebille avec Tramel (1933)
- Autre version : 
  - Au siècle de Maupassant : Contes et nouvelles du XIXe siècle - Crainquebille (2010) Réalisateur : Philippe Monnier Avec : Jean-François Stévenin